# FK Sloven Ruma
FK Sloven Ruma – serbski klub piłkarski z miasta Ruma, utworzony w 1919 roku. Obecnie klub występuje w II lidze, w okręgu Srpska Liga Wschód.